# Orthostichopsis madagassa
Orthostichopsis madagassa är en bladmossart som beskrevs av Hugh Neville Dixon 1942. Orthostichopsis madagassa ingår i släktet Orthostichopsis och familjen Pterobryaceae. Inga underarter finns listade i Catalogue of Life.